# 丘逢甲
丘 逢甲（きゅう ほうこう）は清の詩人、教育家。著書に『嶺雲海日楼詩鈔』がある。本名は丘 秉淵、別名は丘 倉海、字は仙根、号は蟄仙。
漢文教師の子として台湾に生まれる。先祖は鎮西（現・中国広東省蕉嶺県）の出。
1889年に北京で行なわれた科挙に及第し進士となり、工部主事に任じられた。しかし任官に興味のなかった丘逢甲は台湾に戻り、台中の衡文書院で主講を務め、後に台南と嘉義に於いて新学を教授した。

## 生涯
1895年、日清戦争後の下関条約により台湾が日本に割譲されることが決定されると、丘逢甲は割譲反対を唱え義勇軍を結成し日本軍に抵抗した。しかし圧倒的な軍事的優位を誇る日本軍に追い詰められ、11月には広東へと逃れた。広東での丘逢甲は興民中学の初代校長や広東教育総会会長を務め、中華民国建国後は広東省代表として孫文の組織した臨時政府に参加している。その後台湾に戻ることはなく、1912年2月25日に死亡した。
2006年5月、丘逢甲が広東省蕉嶺県文福鎮逢甲村で居住していた住居跡が国務院によって全国重点文物保護単位に指定された。
1961年、丘逢甲の息子である丘念臺と楊亮功監督官を含む台湾中部司法官団は、中部地方に大学を建設することを決定し、逢甲工商学院（FCCI）と名付け、邱の兄である丘先甲の住居と墓地が整備されていた台中市北屯区大坑の現在の中臺科技大學（CTUST）の場所に正式に設立された。 その後、逢甲工商學院は現在の西屯区に移転し、1980年に逢甲大学となった。
丘逢甲の墓地は1917年に台中市北屯区に建てられた。